# ترووو
ترووو (به ایتالیایی: Trovo) یک کومونه در ایتالیا است که در استان پاویا واقع شده‌است.

## خصوصیات
ترووو ۸٫۰ کیلومترمربع مساحت و ۱٬۰۱۳ نفر جمعیت دارد و ۹۷ متر بالاتر از سطح دریا واقع شده‌است.